# 岐阜県道78号岐阜大野線
岐阜県道78号岐阜大野線（ぎふけんどう78ごう ぎふおおのせん）は、岐阜県岐阜市と岐阜県揖斐郡大野町を結ぶ県道（主要地方道）である。

## 概要
岐阜市長良地区を起点とし、岐阜市内を北西方向に貫いて本巣市中部（旧本巣郡本巣町中心部）を通過し、大野町内に入ってから南下した後、大野町の中心街・黒野地区に至るルートとなっている。沿線には岐阜大学、岐阜市立岐北中学校、岐阜市立長良中学校などの教育機関が点在している。
岐阜県の資料において、終点は大野町大字黒野字蛇塚1706番1地先（地番表示）。

### 路線データ
岐阜県法規集に基づく起終点および経過地は次の通り。
- 起点：岐阜県岐阜市（国道256号線交点、長良北町交差点）
- 終点：岐阜県揖斐郡大野町（国道303号線交点、黒野交差点）
- 重要な経過地：本巣市（旧本巣郡本巣町）
- 実延長：16.129 km[1]

主要地方道078号「岐阜大野線」の道路台帳附図によると、始点：岐阜市平和通1丁目1番1地先、終点：揖斐郡大野町大字黒野字蛇塚1706番1地先となっている。

## 歴史
- 1993年（平成5年）5月11日 - 建設省から、県道岐阜大野線が岐阜大野線として主要地方道に指定される[5]。

## 路線状況
岐阜市内の折立稲場交差点と正木土居交差点は本路線の主要渋滞箇所で、この付近で伊自良川を渡河する橋梁が本路線の繰舟橋と主要地方道岐阜美山線の古川橋の2つしかなく、岐阜美山線は狭隘な道路だったため、東西の交通は本路線に集中して渋滞が発生していた。本路線の並行路線として、2024年（令和6年）3月17日に都市計画道路長良糸貫線の新規開通・都市計画道路折立大学北線の4車線化により岐阜美山線の経路が変更された。これにより折立稲場交差点北側を通過して岐阜市街地方面へ移動する交通の約4割が新規開通路線に転換され、繰舟橋付近の旅行速度が向上した。

### 別名
- 長良平和通り（岐阜市）

### 重複区間
- 岐阜県道91号岐阜美山線（岐阜市折立・折立稲場交差点 - 岐阜市今川・今川諏訪交差点）

### 道路施設
- 繰舟橋（伊自良川、岐阜市）
- 大野橋（根尾川、本巣市 - 大野町）

## 地理

### 通過する自治体
- 岐阜県
  - 岐阜市
  - 本巣市
  - 揖斐郡大野町

### 交差する道路
- 国道256号（岐阜市平和通・長良北町交差点）
- 岐阜県道77号岐阜環状線（岐阜市正木・正木土居交差点）
- 岐阜県道91号岐阜美山線（岐阜市折立・折立稲場交差点、岐阜市今川・今川諏訪交差点）
- 岐阜県道167号金原上西郷線（岐阜市上西郷・上西郷犬塚交差点）
- 岐阜県道173号文殊茶屋新田線（本巣市文殊・文殊交差点）
- 国道157号（本巣市文殊・文殊西交差点）
- 岐阜県道169号石神七五三線（本巣市石神）
- 岐阜県道255号根尾谷汲大野線（大野町稲富）
- 岐阜県道265号中之元古川線（大野町稲富・稲富出屋敷交差点）
- 国道303号（大野町黒野・黒野交差点）

### 周辺
- 岐阜市立長良西小学校
- 岐阜市立長良中学校
- 長良川球技メドウ
- 岐阜市立鷺山小学校
- 岐阜大学
- 岐阜北警察署黒野交番
- 黒野こども園
- 黒野病院
- 岐阜市立岐北中学校
- 本巣市役所
- 本巣民俗資料館
- 本巣市立本巣小学校
- 岐阜市消防本部本巣消防署本巣北分署
- 樽見鉄道 本巣駅
- 大野町立北小学校
- 大野町埋蔵文化財センター（大野あけぼのミュージアム）
- 大野町立大野小学校